# Dasmosmilia lymani
Espèce
Statut CITES
Dasmosmilia lymani est une espèce de coraux appartenant à la famille des Caryophylliidae.